# Anne Boyd
Pour les articles homonymes, voir Boyd.
Anne Boyd, née le 10 avril 1946, est une compositrice et professeur australienne.

## Biographie
Sa mère la confie à des parents vivant dans le Queensland, à Longreach, après la mort de son père. Ses années d'enfance sont marquées par le contact intime avec la nature australienne ; son "énergie indescriptible", son immensité, ses changements dramatiques représentent aujourd'hui une profonde source d'influence de sa musique. Elle rentre à Sydney à 11 ans.
Elle étudie la musique à l'université de Sydney, où elle est l'une des premières élèves de Peter Sculthorpe qui a eu une grande influence sur elle (elle a dit que la musique de Peter Sculthorpe fut pour elle la première qu'elle entendit qui exprimât sa propre expérience de la nature australienne). Elle obtient son diplôme (Bachelor of Arts), puis un doctorat Ph.D. de composition à l'université d'York, en Angleterre.

## Carrière
Elle a enseigné dans les universités du Sussex, de Hong Kong, et de Sydney.

## Œuvre
Bien des œuvres d'Anne Boyd sont influencées par la musique de l'Asie de l'Est, en particulier celle du Japon (par l'utilisation de certains modes japonais) et de l’Indonésie (les modes balinais).
Anne Boyd est une chrétienne fervente, et nombre de ses pièces sont de nature méditative ou spirituelle (par exemple son célèbre As I Crossed a Bridge of Dreams).
Elle a écrit des cycles de chansons, ainsi que pour le piano, des œuvres chorales, et de la musique de chambre. Ses travaux peuvent être trouvés chez Tall Poppies et ABC Classics labels.